# Giulio Gaudini
Giulio Gaudini, född 28 september 1904 i Rom, död 6 januari 1948 i Rom, var en italiensk fäktare.
Gaudini blev olympisk guldmedaljör i florett vid sommarspelen 1928 i Amsterdam och vid sommarspelen 1936 i Berlin.